# Santa Margherita Ligure
Santa Margherita Ligure (Santa Margàita in ligure) è un comune italiano di 8 303 abitanti della città metropolitana di Genova in Liguria.

## Geografia fisica
Santa Margherita Ligure è situata sulla Riviera di Levante, in una conca chiusa nella parte nord-occidentale del promontorio di Portofino, e nella parte più interna del golfo del Tigullio, con lo sviluppo dell'abitato "a nastro" lungo due principali insenature. L'abitato - situato ad est di Genova - è circondato da colline ricoperte di vegetazione mediterranea (boschi di pini marittimi, castagni e, nella parte bassa, da uliveti) sulle quali si trovano ville e giardini con vista sulla cosiddetta "Costa dei Delfini", che unisce la città a Portofino. La località è un apprezzato centro turistico e balneare della Riviera di Levante.
Tra le vette del territorio il monte di Portofino (610 m), il monte delle Bocche (506 m), il monte Pollone (469 m), il monte Croci di Nozarego (391 m), il monte Brano (312 m).
Parte del territorio comunale di Santa Margherita Ligure è compresa nel Parco naturale regionale di Portofino, mentre lo specchio acqueo antistante il promontorio di Portofino fa parte altresì dell'Area naturale marina protetta Portofino; entrambi gli enti hanno sede proprio nella cittadina costiera.

## Storia

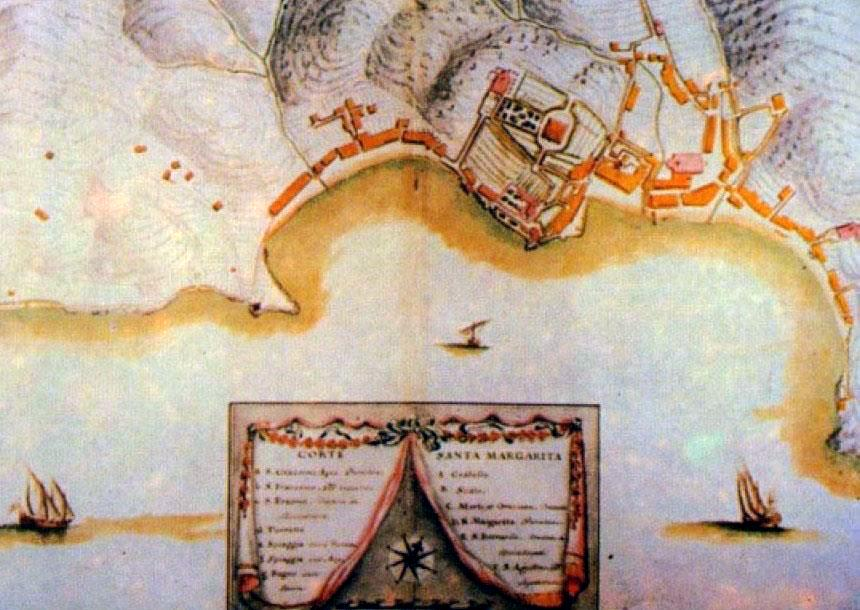
Mappa del 1767 del cartografo Matteo Vinzoni per la Repubblica di Genova ritraente i due borghi di Corte e Santa Margherita

La scoperta di un'urna cineraria del III secolo con un'iscrizione latina (oggi conservata nella basilica di Santa Margherita) ha avvalorato l'ipotesi, tuttavia non dimostrata ufficialmente, di un insediamento in epoca romana.
Devastato da Rotari nel 641, il borgo originario, abitato soprattutto da pescatori e denominato proprio con l'antico toponimo Pescino, subì sino al X secolo numerose incursioni saracene.
Feudo della famiglia Fieschi, dal 1229 si sottomise alla Repubblica di Genova che inglobò il territorio sammargheritese nella podesteria di Rapallo.
Dal medioevo in poi risulta che l'abitato era diviso in due borgate principali, Pescino e Corte, spesso divise da vivacissime lotte. Per un periodo di tempo Pescino risultò essere un quartiere della stessa Corte, come testimoniato dagli arazzi nei Musei Vaticani che raffigurano la geografia italiana. Nel 1432 subì l'attacco ed il saccheggio ad opera della Repubblica di Venezia e nel 1549 quello dell'ammiraglio turco Dragut, come la vicina Rapallo. Nel 1608 entrò a far parte del capitaneato rapallese assieme ad altri borghi e località del Tigullio occidentale, Zoagli e media val Fontanabuona.

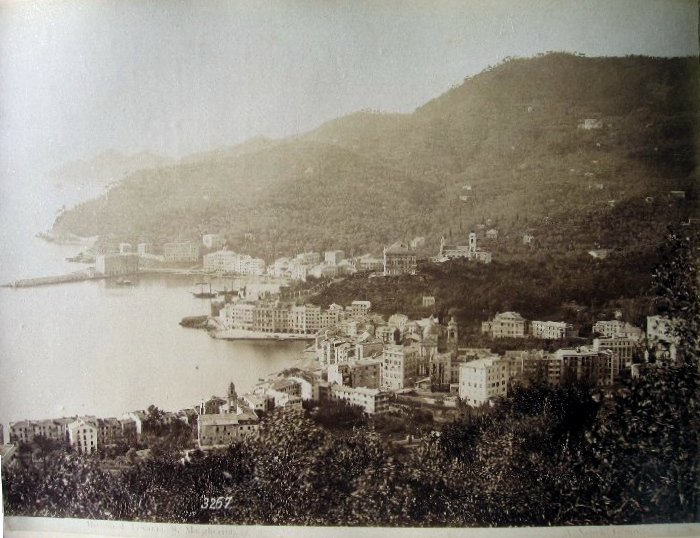
Fotografia ottocentesca di Alfred Noack del territorio sammargheritese

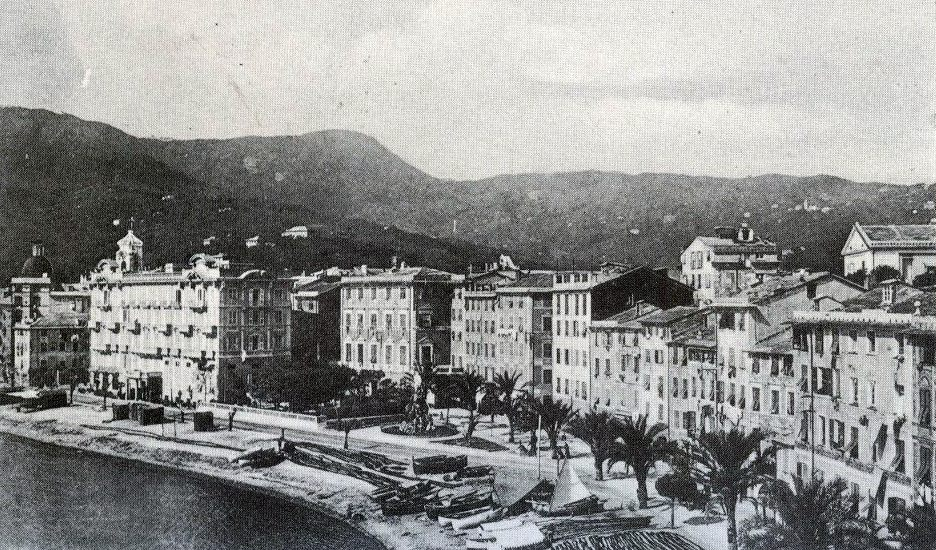
Il quartiere di Ghiaia ad inizio Novecento

Nel 1797 con la dominazione francese di Napoleone Bonaparte il territorio sammargheritese rientrò dal 2 dicembre nel dipartimento del Golfo del Tigullio, con capoluogo Rapallo, all'interno della Repubblica Ligure. Il 18 luglio del 1798 il territorio venne diviso in due distinti cantoni: il III cantone di Santa Margherita, dove furono sottoposte le due municipalità semplici di San Siro e San Lorenzo della Costa, e il IV cantone di San Giacomo della Corte con le municipalità semplici di Nozarego e Portofino; entrambi furono inseriti nella giurisdizione del Tigullio. I rapporti tra le due borgate, ben distinte politicamente e religiosamente, e i loro abitanti - i "Margheritini" e i "Giacomini" - s'incrinarono più volte con aspri confronti tra le parti.
Con ordinanza del 5 aprile 1799 furono soppresse le municipalità semplici di San Siro, San Lorenzo, Nozarego e Portofino incorporando tali centri nelle due nuove municipalità di Santa Margherita e di San Giacomo. Ancora una volta non vi fu una convivenza pacifica tra i due comuni e solamente il 27 aprile 1800, congiuntamente, fu steso un documento dove i Margheritini e i Giacomini s'impegnarono nel rinsaldare i rapporti. Nel 1803 furono centri principali del II cantone del Golfo del Tigullio nella giurisdizione dell'Entella e, annessi al Primo Impero francese, dal 13 giugno 1805 al 1814 inseriti nel dipartimento degli Appennini.
Fu l'imperatore Bonaparte che il 22 dicembre 1812 unì con un apposito decreto imperiale le due municipalità in un unico ente amministrativo che assunse la denominazione de "Comune di Porto Napoleone". La municipalità ebbe però vita breve in quanto, con la caduta di Napoleone nel 1814, e il conseguente inglobamento nel Regno di Sardegna dal 1815 secondo le decisioni del congresso di Vienna, le varie municipalità adottarono una linea provvisoria e di stallo amministrativo. Secondo alcune fonti storiche la comunità di San Giacomo tentò nel 1817 una nuova divisione dei territori in due comuni distinti, ma con esito negativo. Il Regno di Sardegna, nel 1818 e affidando il potere amministrativo ad un "Consiglio degli Anziani" guidato da Gerolamo Costaguta, riunì le due principali comunità nel solo "Comune di Santa Margherita di Rapallo" nella provincia di Chiavari sotto la divisione di Genova. Dal 1859 al 1926 il territorio fu compreso nel V mandamento di Rapallo del circondario di Chiavari dell'allora provincia di Genova, nel Regno d'Italia. Assunse l'attuale nome definitivo nel 1864 con un apposito decreto reale di Vittorio Emanuele II di Savoia.
Nella seconda metà dell'Ottocento l'attraversamento della nascente linea ferroviaria tirrenica Ventimiglia-Roma, dove la città ottenne due stazioni a Santa Margherita e a San Lorenzo della Costa (quest'ultima in seguito soppressa), e la costruzione di nuove strade carrozzabili per Portofino e Rapallo furono lo slancio della fortunata attività turistico-alberghiera che ancora oggi contraddistingue la cittadina levantina. Iniziò il periodo d'oro della "Costa dei Delfini", che vide la costruzione di eleganti ville signorili e grandiosi alberghi frequentati da illustri personalità italiane e straniere - soprattutto inglesi e tedeschi - dell'epoca.
Al 1928 è risalente l'aggregazione di una parte del territorio di Rapallo dopo il suo distacco.
Dopo la seconda guerra mondiale Santa Margherita Ligure, Portofino e il borgo di Paraggi diventarono sempre più rinomate località turistiche esclusive. Tra i fenomeni e avvenimenti atmosferici che hanno interessato la cittadina, l'alluvione del 3-4-5 ottobre 1995 e ancora la violenta mareggiata del 29-30 ottobre 2018.

### Simboli
Stemma
Gonfalone

Questo stemma, in uso dal 1879, sostituisce quello approvato dal consiglio comunale nel 1864, quando sindaco era Bartolomeo Ghersi, su un bozzetto ideato dall'avvocato e consigliere Giacomo De Bernardi. Nel disegno erano rappresentati i principali elementi della tradizione locale: in alto a destra un ramo di corallo rosso, in alto a sinistra un tombolo arrotolato e sottostante centrale un brigantino che entra nel golfo di Santa Margherita alla presenza di tre delfini.

## Monumenti e luoghi d'interesse

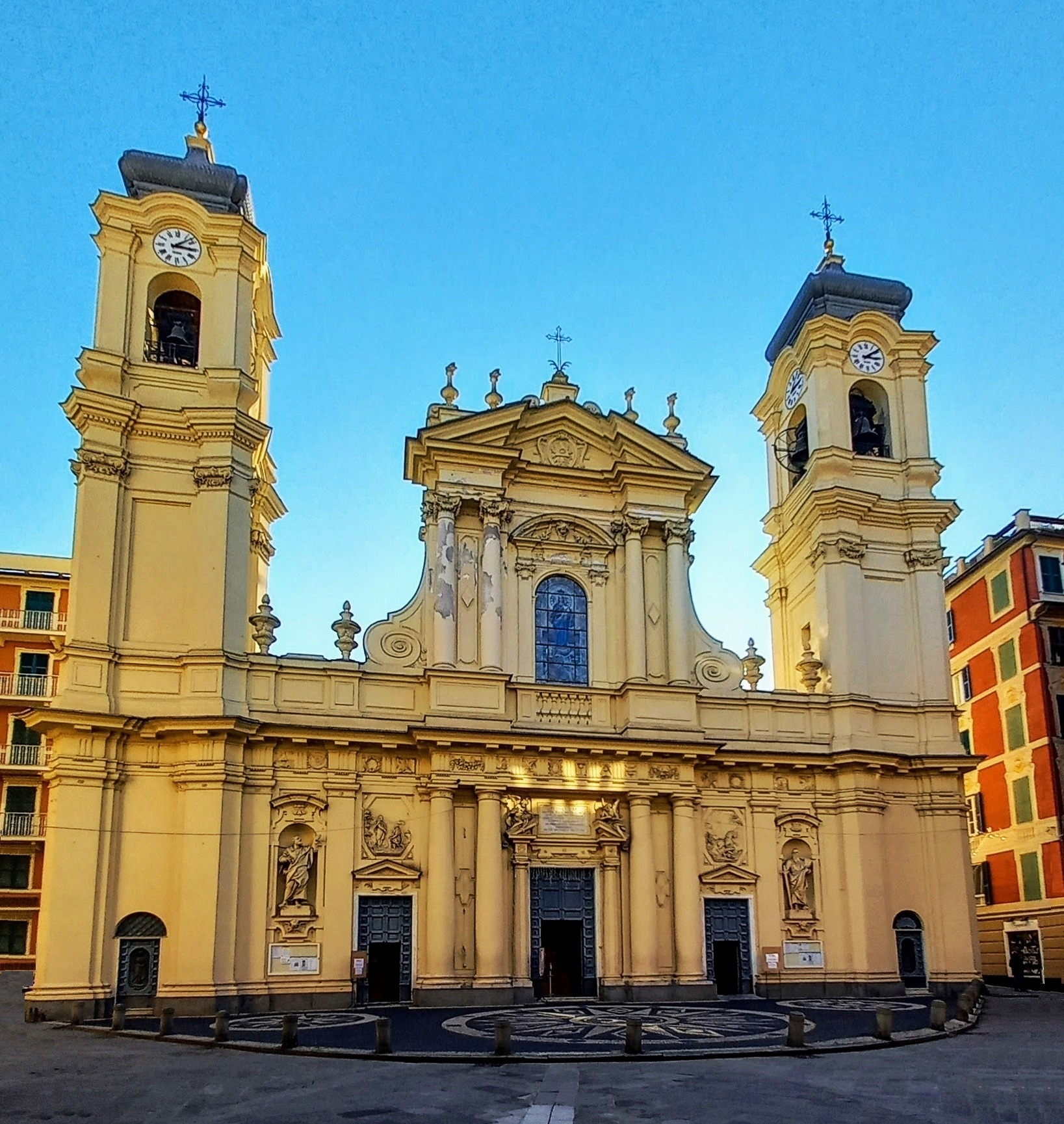
La basilica di Santa Margherita nel centro cittadino

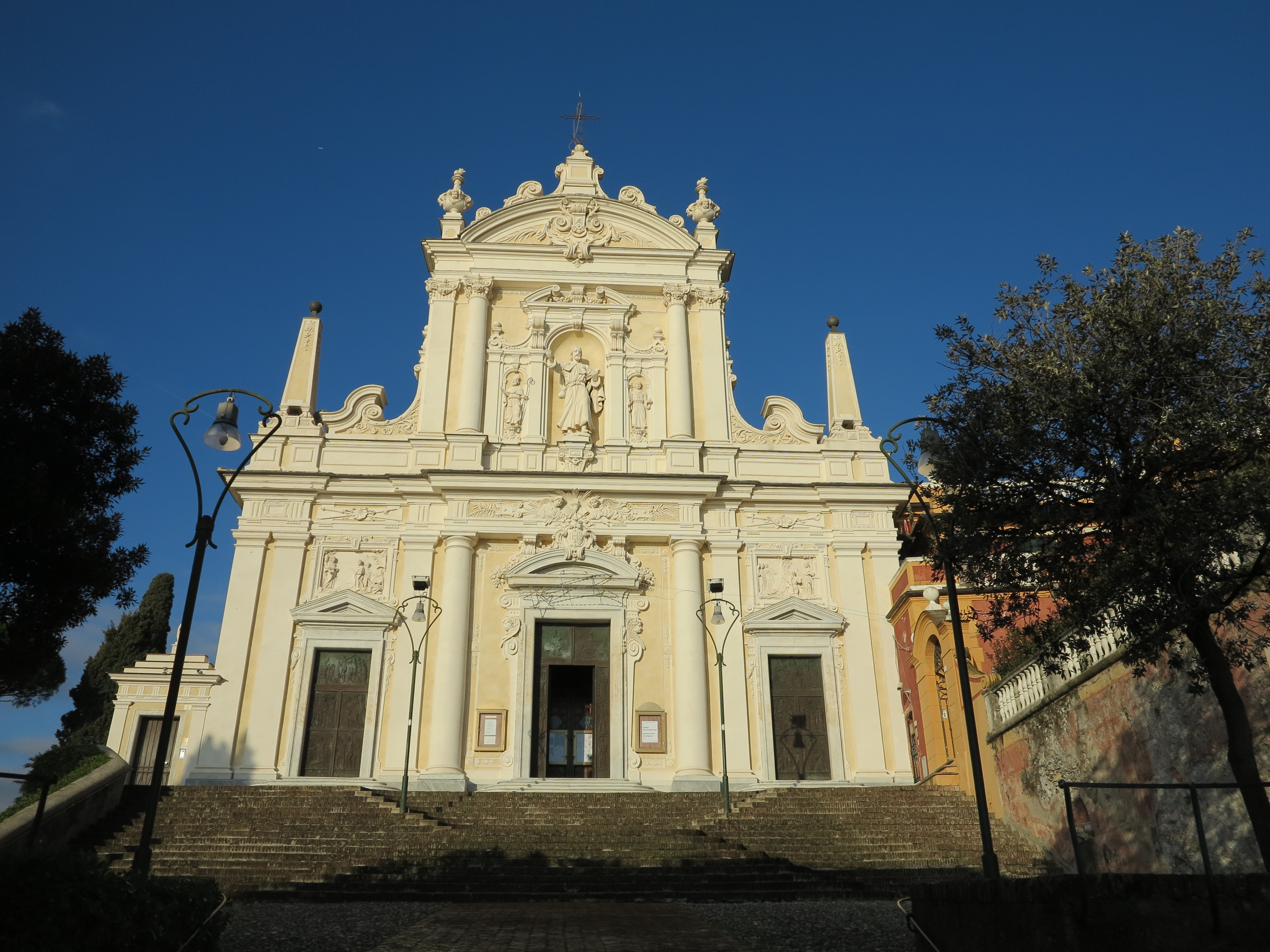
La chiesa di San Giacomo di Corte

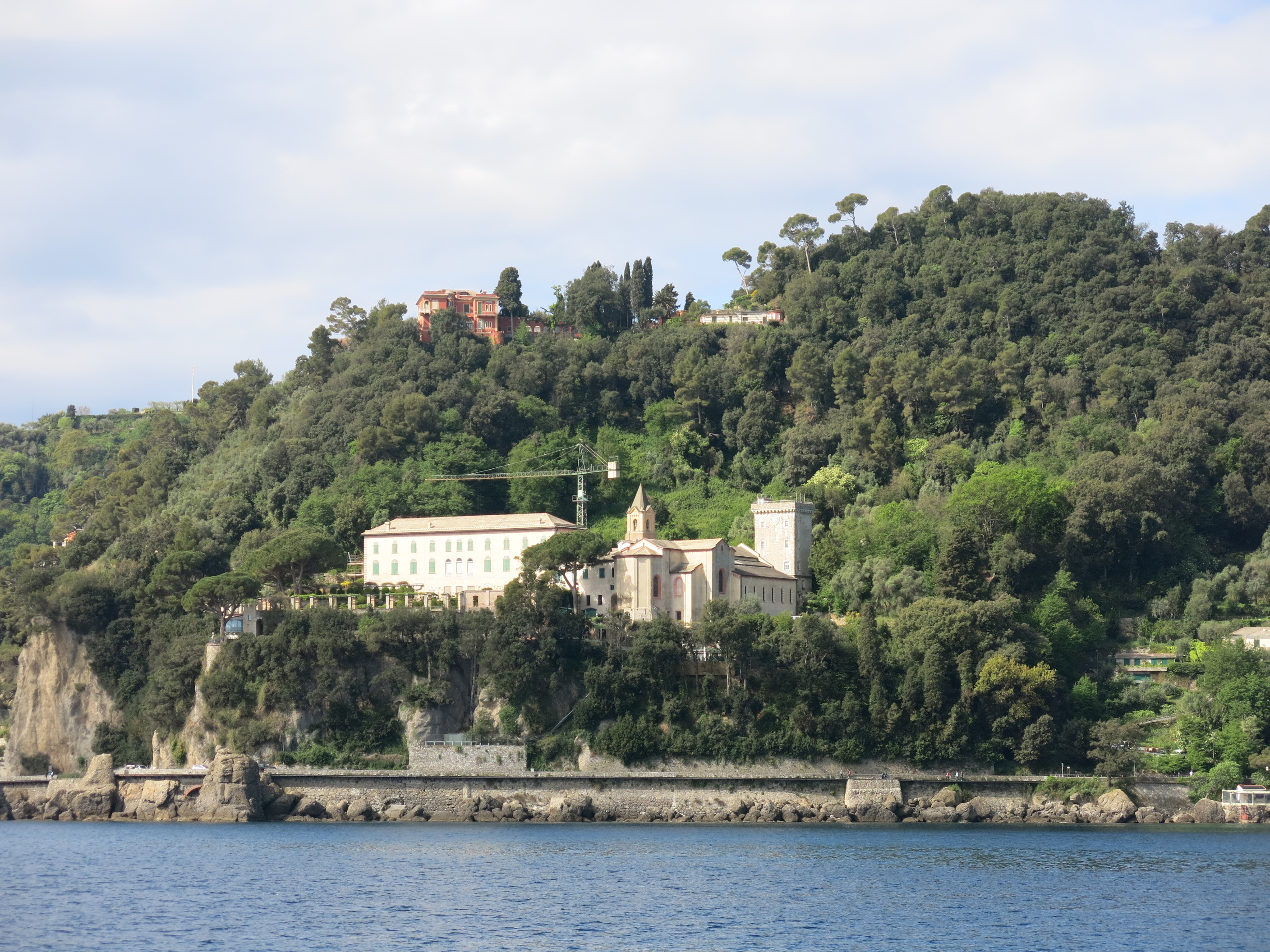
Il complesso abbaziale della Cervara

### Architetture religiose
- Basilica di Santa Margherita e santuario di Nostra Signora della Rosa nel capoluogo. La costruzione della chiesa fu iniziata nel 1658 sui resti di un edificio del XIII secolo; il campanile di destra è del 1750 e alla stessa epoca risale la facciata. La chiesa è caratterizzata da una pianta a croce latina, una cupola e tre navate divise da colonne. Nella facciata si trovano delle nicchie con statue di San Pietro e San Paolo. Il campanile sul lato sinistro è del 1927.
- Oratorio della Madonna del Suffragio, della Buona Morte e Orazione nel capoluogo.
- Cappella della Madonna della Neve nel capoluogo, risalente al XIX secolo.
- Chiesa parrocchiale di San Giacomo di Corte e santuario di Nostra Signora della Lettera nel quartiere storico di Corte. La parrocchiale fu sottoposta anticamente sotto la giurisdizione dell'abate dell'abbazia di San Fruttuoso di Camogli. Tale proprietà fu stabilita da papa Innocenzo II nel 1130 e confermata dal pontefice Alessandro III nel 1164.
- Chiesa dei frati cappuccini nel quartiere di Corte. Sita nei pressi del lungomare sammargheritese, vicino al locale castello, fu edificata nel 1608 assieme all'adiacente convento dei frati cappuccini. Al suo interno sono da notare un crocifisso in legno del XV secolo e una scultura in marmo, della seconda metà del XII secolo, raffigurante la Madonna in trono, opera di stile protogotico realizzata da uno scultore proveniente dalla regione francese dell'Île-de-France.
- Ex convento di Sant'Agostino nel capoluogo. La sua fondazione avvenne nel XVI secolo per iniziativa di Nicolò Quacquero, figlio del mercante sammargheritese Bartolomeo, che acquistò per la somma di 725 lire genovesi un podere in località Poggio e contribuì ancora con quasi 2000 lire genovesi per la costruzione del monastero dei Battistini e relativa chiesa. Uno scritto del 1650 testimonia nel sito religioso la presenza di due soli frati e, come previsto da un decreto papale di Innocenzo X, soggetto nel breve ad una futura soppressione. Il convento, anche grazie all'intervento delle autorità religiose locali e ai fedeli, scongiurò tale sorte e con l'interessamento dell'arcivescovo di Genova cardinal Stefano Durazzo l'edificio ospitò altri quattro religiosi agostiniani. Furono però gli eventi napoleonici, sul finire del Settecento, a portare alla definitiva chiusura del convento e alla soppressione di tutti gli ordini religiosi a Santa Margherita Ligure. Nel 1835, con il Regno di Sardegna, il sito fu scelto quale nuova sede dell'ospedale cittadino che entrò in funzione dal 1841. Con l'apertura negli anni settanta del XX secolo di un più moderno presidio ospedaliero e il suo trasferimento, gli spazi dell'ex convento di Sant'Agostino risultarono nuovamente chiusi e in abbandono. Nel 2021 sono iniziati lavori di recupero e di riconversione dell'intero edificio, di cui rimane svettante il campanile dell'ex chiesa.
- Oratorio di Nostra Signora dell'Addolorata nel borgo storico di Pescino. Costruzione in stile barocco del XIV secolo, al suo interno è conservato un organo dei fratelli Roccatagliata.
- Chiesa parrocchiale di San Siro nel quartiere omonimo.
- Oratorio dei Santi Bernardo e Lucia nel quartiere di San Siro. Risalente al Seicento e ristrutturato verso la fine del XIX secolo è proprietà dell'Arciconfraternita di San Bernardo.
- Complesso abbaziale della Cervara nell'omonima località. Sorge tra una densa e ricca vegetazione appena sopra la strada che costeggia la Costa dei Delfini, la strada provinciale 227, tra Santa Margherita Ligure e Portofino. Il complesso si compone di chiesa, monastero ed ampio parco con giardino. Nel 1912 è stato dichiarato monumento nazionale italiano. Attualmente nell'abbazia, di proprietà privata ma visitabile a pagamento, si tengono feste per matrimoni.
- Chiesa parrocchiale di Santa Maria Assunta e santuario di Nostra Signora del Carmine nella frazione di Nozarego. Così come San Giacomo di Corte anche la parrocchiale di Nozarego fu sottoposta anticamente all'abbazia di San Fruttuoso. Seguì pertanto le stesse vicende storiche-religiose della comunità di Corte. Eletta a prevostura nel 1919 assunse l'intitolazione a santuario di Nostra Signora del Carmine dal 1º novembre del 1947.
- Chiesa di Nostra Signora del Suffragio nella frazione di Nozarego. Primo luogo di culto della frazione, le prime notizie sulla chiesa risalgono al 2 luglio 1413[9] con l'elezione del parroco don Bartolomeo Guarello. Con l'edificazione della parrocchiale di Santa Maria Assunta l'annessa chiesa del Suffragio divenne chiesa sussidiaria. La struttura si presenta ad un'unica aula rettangolare, priva di decorazioni o raffigurazioni pittoriche, addossata al corpo principale della parrocchiale di Nozarego.
- Cappella di San Girolamo delle Gave. La cappella, edificata nel XIX secolo, è raggiungibile da un sentiero che, partendo dalla parrocchiale di Nozarego, risale alle pendici del monte Brano (313 m). Il sentiero prosegue quindi verso l'abbazia della Cervara o verso la baia di Paraggi.
- Chiesa parrocchiale di San Lorenzo nella frazione di San Lorenzo della Costa. Edificata originariamente in stile romanico, l'attuale marmorea facciata fu realizzata nel 1902. A tre navate e con otto cappelle laterali, tra le opere pittoriche e scultoree conservate vi è il celebre Trittico di sant'Andrea nella terza cappella della navata sinistra.
- Oratorio del Suffragio e Morte nella frazione di San Lorenzo della Costa, del XVI secolo.
- Ex complesso conventuale di San Gioacchino nella frazione di San Lorenzo della Costa.

### Architetture civili

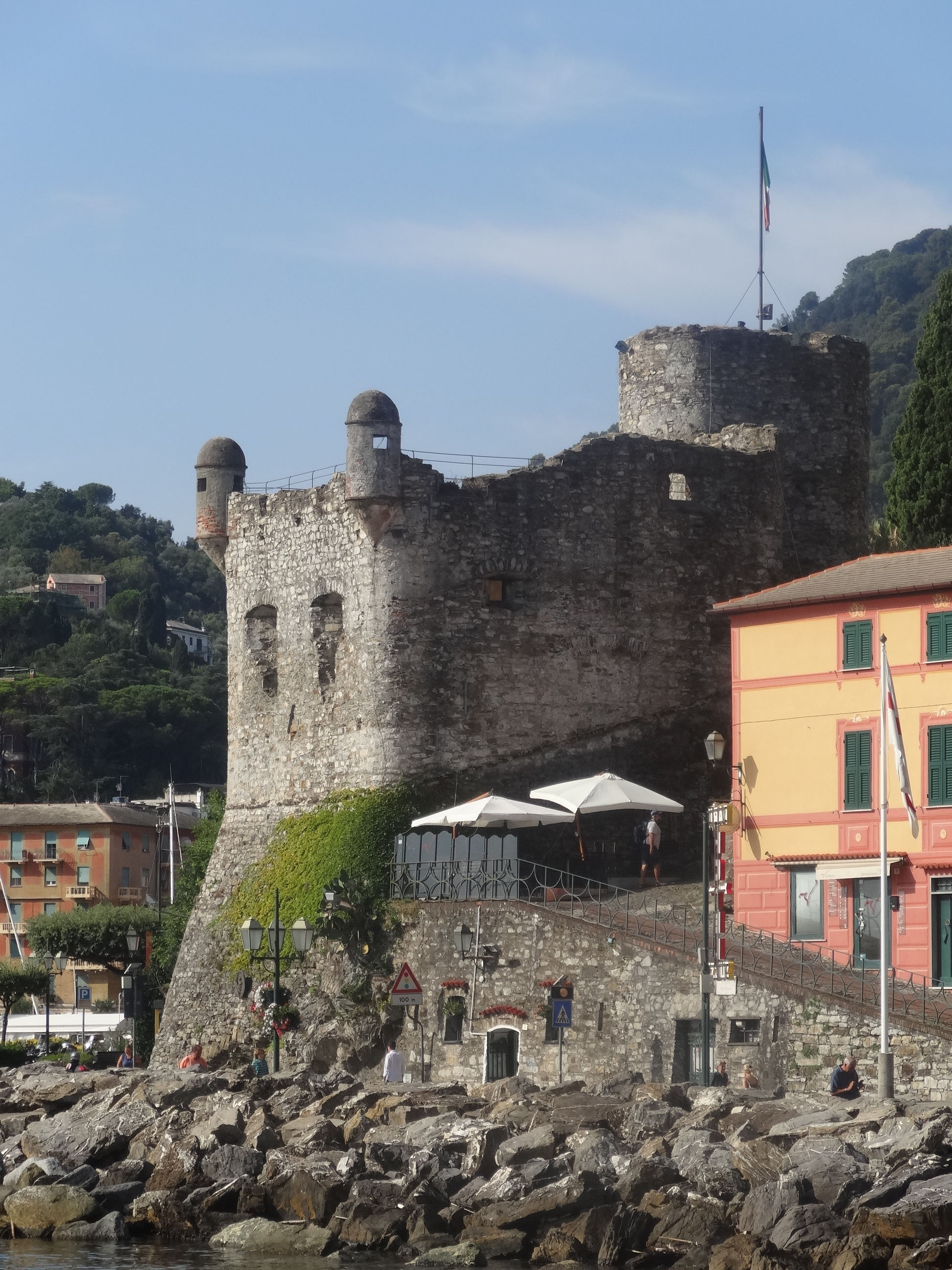
Il castello cinquecentesco a ridosso del mare

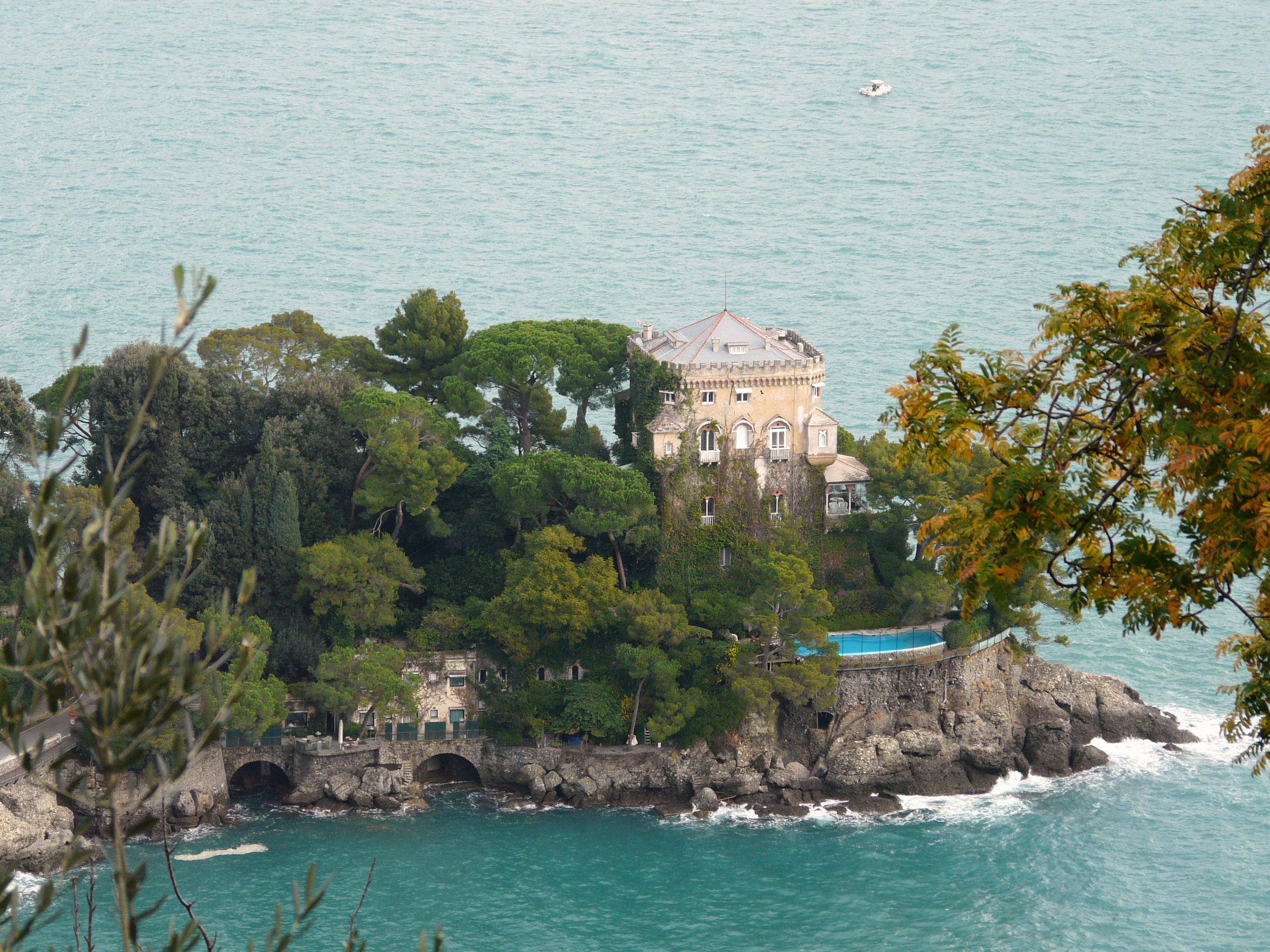
Il castello di Paraggi, oggi residenza privata, nella baia omonima.

- Villa Durazzo-Centurione. Complesso costituito da due ville (Durazzo-Centurione e San Giacomo), da un ampio parco seicentesco nel quale si trova un interessante giardino all'italiana con sentieri in tipico ciottolato ligure detto risseu. All'interno di villa Durazzo è possibile visitare il museo artistico "Vittorio Giovanni Rossi", dedicato appunto al noto scrittore e giornalista sammargheritese, oltreché gli appartamenti del Principe e la raccolta "Bellometti".
- Villa Argentina, nel capoluogo, edificata nel 1912 e già di proprietà della famiglia Roccatagliata.
- Villa Lo Faro, nel capoluogo, edificata nel corso del XIX secolo in stile neoromanico su progetto di Luigi Rovelli.
- Villa Larco, nel capoluogo, edificata nel corso del XIX secolo.
- Imperiale Palace Hotel. Costruito nel 1889 ad uso villa di una nobile famiglia di origine corsa, fu ampliato nel 1905 con un'ala adibita ad albergo, ulteriormente ingrandita nel 1910. Fu celebre soprattutto sul finire della Belle Époque, quando fu spesso frequentato da aristocratici e personaggi famosi. Il 16 aprile 1922 ospitò la firma del Trattato di Rapallo che sancì la pace separata tra RSFS Russa e Germania e la fine, anche a livello diplomatico, della prima guerra mondiale. Il nome del trattato è dovuto al fatto che l'Imperiale Palace Hotel si trovava allora nel territorio rapallese. Il 10 agosto 1928, il confine tra i due comuni venne modificato e la struttura si ritrovò all'interno del territorio di Santa Margherita Ligure.
- Monumento marmoreo a Cristoforo Colombo, presso il lungomare, realizzato dallo scultore Odoardo Tabacchi nel 1892.

### Architetture militari
- Castello di Santa Margherita Ligure presso il lungomare. Costruito per volere del Senato della Repubblica di Genova, il castello è opera di Antonio de Càrabo e l'inizio dei lavori per la sua edificazione si avviò nel 1550.
- Castello di Paraggi nei pressi dell'insenatura omonima, nota località balneare tra Santa Margherita Ligure e Portofino. La costruzione fu decisa nel 1626 dalla repubblica genovese per una maggiore difesa del territorio e della costa lungo il promontorio portofinese. Oggi la struttura è adibita ad abitazione privata.
- Torre Piaggio, già Spinola, ai confini con la frazione rapallese di San Michele di Pagana. Venne edificata nel XVI secolo.
- Torre San Gioacchino nella frazione di San Lorenzo della Costa. La torre, inglobata in un corpo principale (villa padronale), venne edificata nel corso del XVI secolo dalla repubblica genovese come elemento difensivo contro le incursioni saracene. L'ex villa padronale fu un antico convento seicentesco voluto dal padre somasco Andrea Contardi, con annessa cappella intitolata a san Gioacchino (1613). Nel 1693 la proprietà dell'intero immobile fu ceduto dai padri somaschi al signor Gio Batta Tassorello. Nel finire dell'Ottocento, con gli eventi napoleonici in Liguria, il sito rischiò un incendio a seguito delle incursioni dei soldati francesi; il sito, tuttavia, cadde in rovina e in abbandono per i successivi cinquant'anni; venne riaperto nel 1856. Oggi la proprietà, dopo altri passaggi di proprietà, è convertita ad uso ristorativo e ricettivo.
- Torre di difesa, edificata nel XVI secolo, e oggi sacrario ai caduti con relativo museo storico.
- Cannone, probabilmente usato in guerra, si trova presso il lungomare.

### Aree naturali
Nel territorio comunale di Santa Margherita Ligure è presente e preservato un sito di interesse comunitario, proposto dalla rete Natura 2000 della Liguria, per il suo particolare interesse naturale e geologico. Il sito è collocato tra i fondali dei comuni di Camogli, Portofino e Santa Margherita Ligure dove è segnalato un particolare habitat formato da praterie di Posidonia oceanica, formazioni coralline e grotte semi oscure. Tra le specie animali sono presenti i pesci Epinephelus marginatus, Gobius luteus, Sciaena umbra, Thalassoma pavo; le gorgonie Paramuricea clavata ed Eunicella verrucosa; i poriferi Spongia agaricina e Spongia officinalis; il mollusco Spondylus gaederopus e il corallo rosso Corallium rubrum..

## Società

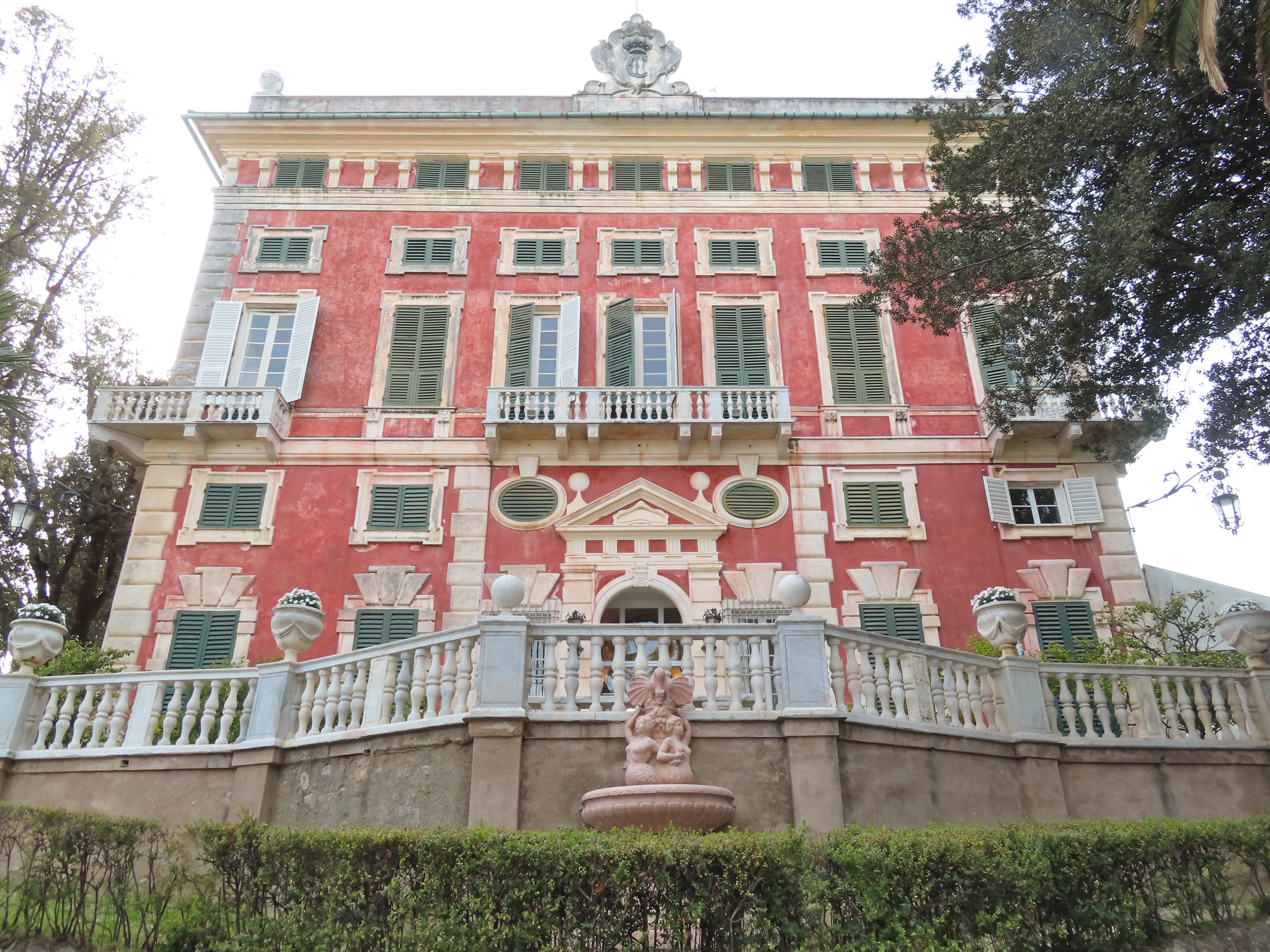
Villa Durazzo-Centurione

### Evoluzione demografica
Abitanti censiti

### Etnie e minoranze straniere
Secondo i dati Istat al 31 dicembre 2022, i cittadini stranieri residenti a Santa Margherita Ligure sono 651, così suddivisi per nazionalità, elencando per le presenze più significative:
1. Albania, 102
2. Romania, 89
3. Sri Lanka, 51
4. Ucraina, 51
5. Filippine, 43
6. Ecuador, 40
7. Marocco, 34
8. Cina, 23
9. Egitto, 23

### Qualità della vita
Nel dicembre 2005 il Comune di Santa Margherita Ligure ha conseguito la certificazione del proprio sistema di gestione ambientale conformemente alla norma ISO 14001.

## Cultura

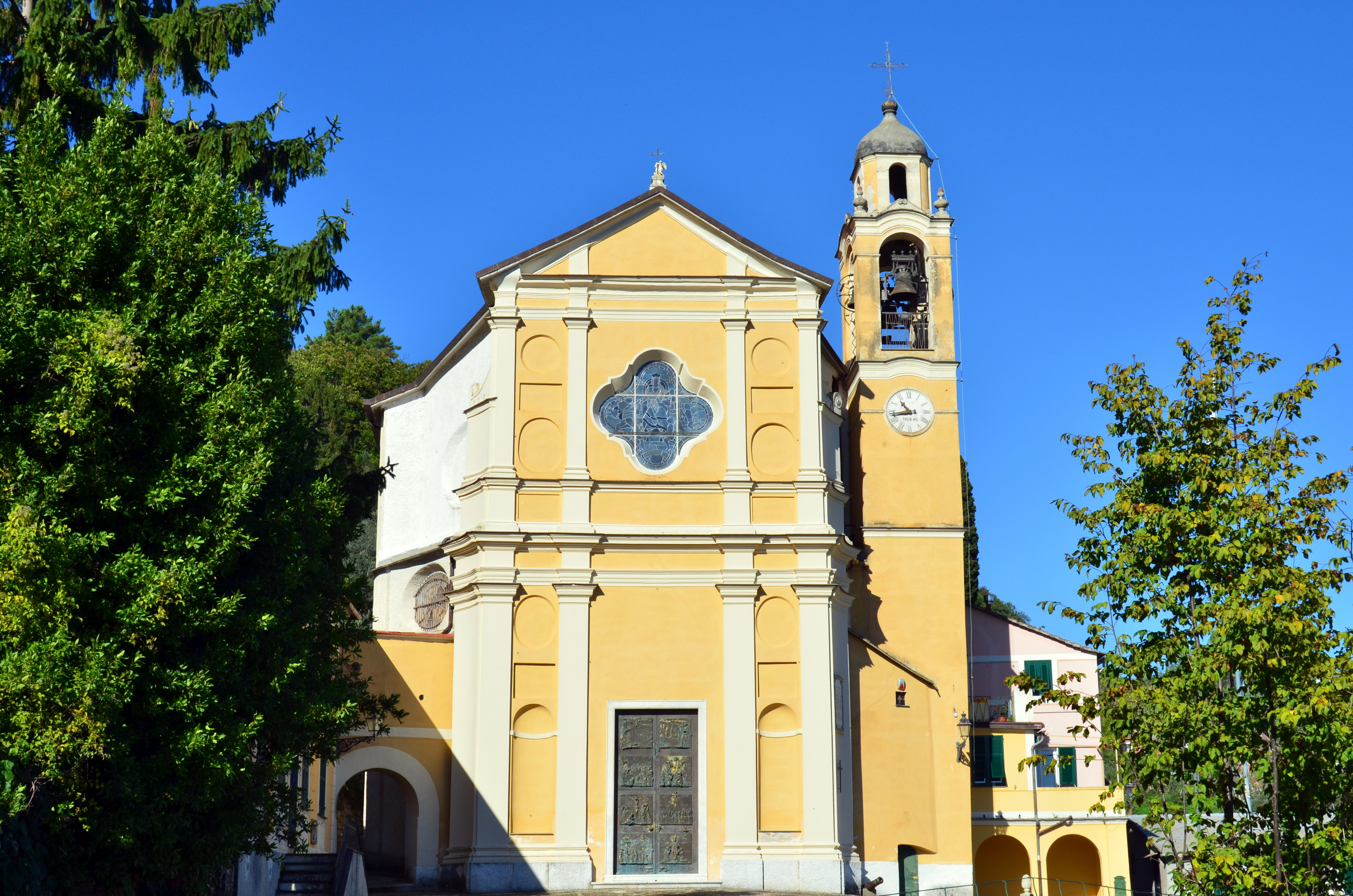
Il santuario di Nostra Signora del Carmine nella frazione di Nozarego

### Istruzione

#### Scuole
Santa Margherita Ligure è sede dei seguenti istituti scolastici statali, inerenti al ciclo scolastico della scuola secondaria di secondo grado:
- Istituto Professionale Statale per i Servizi Commerciali e Turistici "Giovanni Caboto".[15]

Presso villa Durazzo è presente il Centro Internazionale di Studi Italiani dell'Università di Genova con corsi per studenti e studiosi stranieri.

### Musica
- Filarmonica "Cristoforo Colombo", fondata nel 1875.[17]
- Dal 2015, nei mesi di settembre ed ottobre, vi si tiene il "Sibelius Festival Golfo del Tigullio e Riviera", dedicato al compositore finlandese Jean Sibelius.[18]

### Cinema

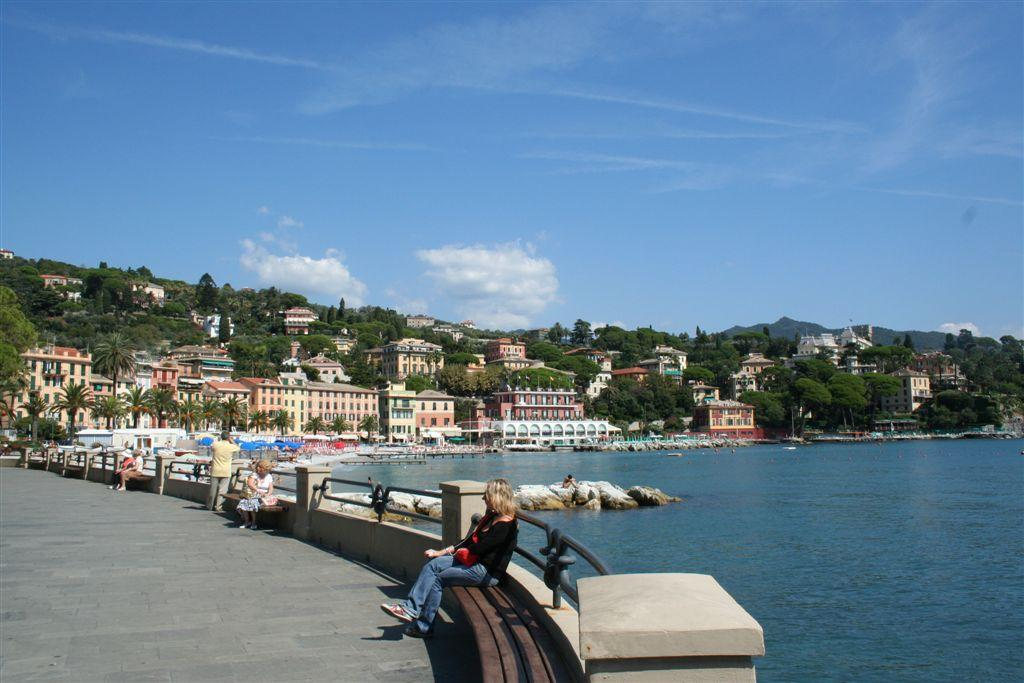
Il lungomare

Nel golfo del Tigullio e a Santa Margherita Ligure in particolare sono state girate negli anni cinquanta, settanta e ottanta diverse pellicole cinematografiche italiane. Nel 1958 sono state girate le scene del film Racconti d'estate, regia di Gianni Franciolini con la partecipazione tra gli attori di Alberto Sordi, Marcello Mastroianni, Michèle Morgan, Sylva Koscina, Gabriele Ferzetti, Franco Fabrizi, Dorian Gray. Nel 1973 la città è stata il set per alcune scene del film La polizia incrimina, la legge assolve del regista Enzo G. Castellari, girato maggiormente a Genova, con protagonisti diversi attori italiani quali Franco Nero e Delia Boccardo.
Nel 1988 il regista Maurizio Ponzi scelse la città rivierasca come sfondo di alcuni episodi per il film Il volpone; tra gli attori Enrico Montesano, Paolo Villaggio, Eleonora Giorgi, Athina Cenci, Enrico Maria Salerno, Renzo Montagnani, Alessandro Haber e Sabrina Ferilli. Nel film del 1992 Infelici e contenti del regista Neri Parenti, con interpreti principali Renato Pozzetto, Ezio Greggio e Marina Suma, si possono vedere la baia di Paraggi e la piazzetta Sant'Erasmo sopra la pescheria comunale. Sempre a Santa Margherita sono state girate alcune scene principali del film Hotel Italia uscito nelle sale nel 1999.

### Eventi
- "Coppa Carlo Negri - Regate Pirelli". È una gara internazionale di vela organizzata ogni anno ad inizio maggio dallo Yacht Club e dal Circolo Velico nello specchio acqueo antistante Santa Margherita e Portofino.
- "Premio Bindi - Festival della Canzone d'autore" dedicata al cantautore genovese Umberto Bindi si svolge nel mese di luglio.[19]
- "Premio Giornalistico Internazionale Santa Margherita Ligure per la cultura" a giugno.
- "Premio Santa Margherita Ligure - Fernanda Pivano" a luglio.
- "Premio Internazionale Santa Margherita per l'economia" a settembre.
- Palio marinaro del Tigullio. Santa Margherita Ligure, San Michele di Pagana, Rapallo, Zoagli, Chiavari, Lavagna e Sestri Levante si sfidano ogni anno, tra maggio ed agosto, in una serie di gare di canottaggio su gozzi tradizionali liguri nelle acque del golfo del Tigullio. La prima edizione si avviò nel 1974.
- "Palco sul mare festival" e "Ridere sotto le stelle". Si tratta d due rassegne di musica e cabaret che si tengono ogni estate nei giardini sulla passeggiata a mare: numerosi appuntamenti con cantanti e comici di rilevanza nazionale.
- Il parco animato e "Il Flauto Magico". Nella cornice del parco per bambini "Il flauto magico" (ideato da Emanuele Luzzati) si tengono due simpatiche ed importanti rassegne per i più giovani: appuntamento tutte le estati, tra giugno ed agosto.
- "Palio dei Quartieri". Tutta la città "in lotta" per un trofeo: divisi in sei squadre che rappresentano frazioni e quartieri di Santa (Ghiaia, O Cian, Nozarego/Corte, San Bernardo, San Lorenzo della Costa e San Siro), i sammargheritesi si sfidano tutti gli anni (la seconda domenica di settembre) in ben undici diverse discipline sportive per conquistare il "predominio cittadino".
- "Festa della Primavera". Ogni anno in marzo Santa Margherita dà il benvenuto in festa alla Primavera: falò, fuochi d'artificio e migliaia di frittelle di san Giuseppe.

### Cucina
Un prodotto tipico che contraddistingue questa città sono i famosi gamberoni rossi di Santa Margherita, apprezzati da turisti e residenti per la qualità e il sapore delle carni.

## Geografia antropica

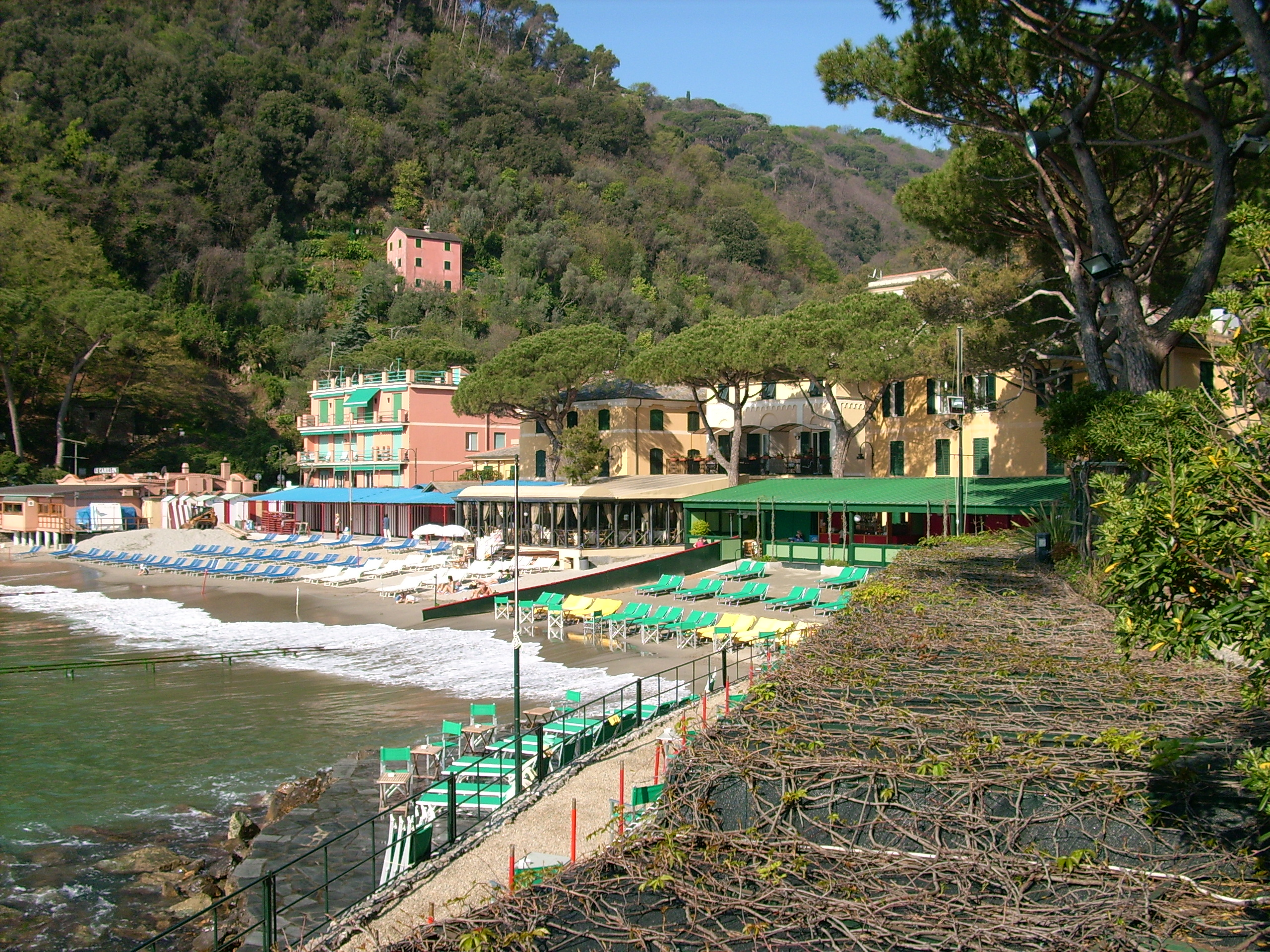
Panorama estivo di Paraggi

Il territorio è costituito dalle tre frazioni di Nozarego, Paraggi e San Lorenzo della Costa per un totale di 10,04 km².
Confina a nord con il comune di Rapallo, a sud con Camogli e Portofino, ad ovest con Camogli e ad est è bagnato dal mar Ligure.

### Frazioni

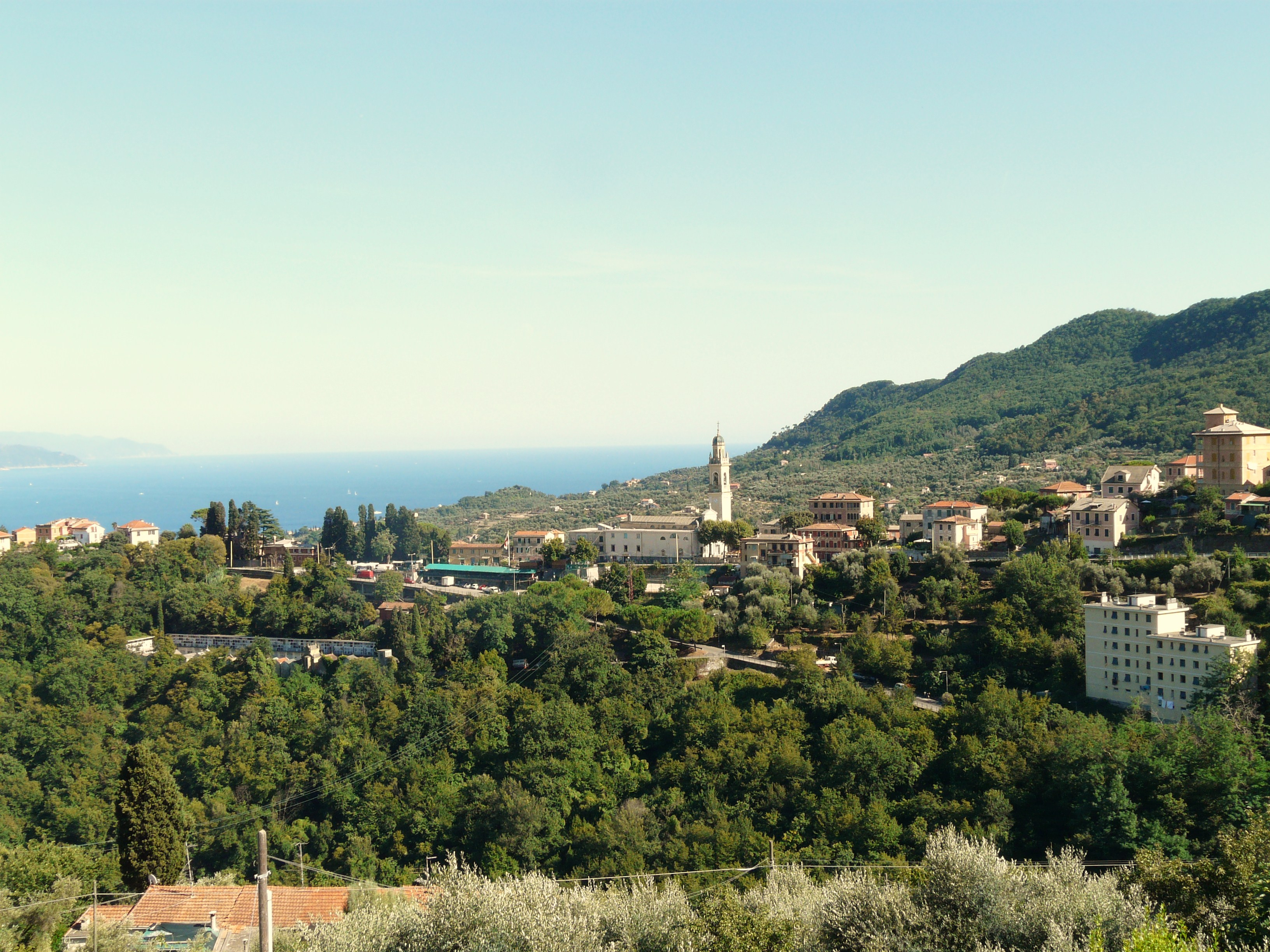
La frazione collinare di San Lorenzo della Costa

## Economia
Si basa principalmente sul turismo, grazie ai numerosi stabilimenti balneari ed ai lussuosi alberghi. Importante è anche il "turismo croceristico", infatti è zona di sbarco di navi passeggeri provenienti da ogni parte del mondo. La località ha ottenuto dalla FEE-Italia (Foundation for Environmental Education) il conferimento della bandiera blu per la qualità delle sue spiagge.
Il porto è utilizzato per l'ormeggio, accanto ai tradizionali pescherecci, di lussuose imbarcazioni; esso è anche sede di importanti attività legate agli sport del mare (vela, canottaggio e subacquea) e di eventi mondani legati alle grandi regate internazionali ospitate.

### Artigianato
L'artigianato locale è incentrato sull'arte tessile finalizzata alla realizzazione di merletti e di macramè.

## Infrastrutture e trasporti

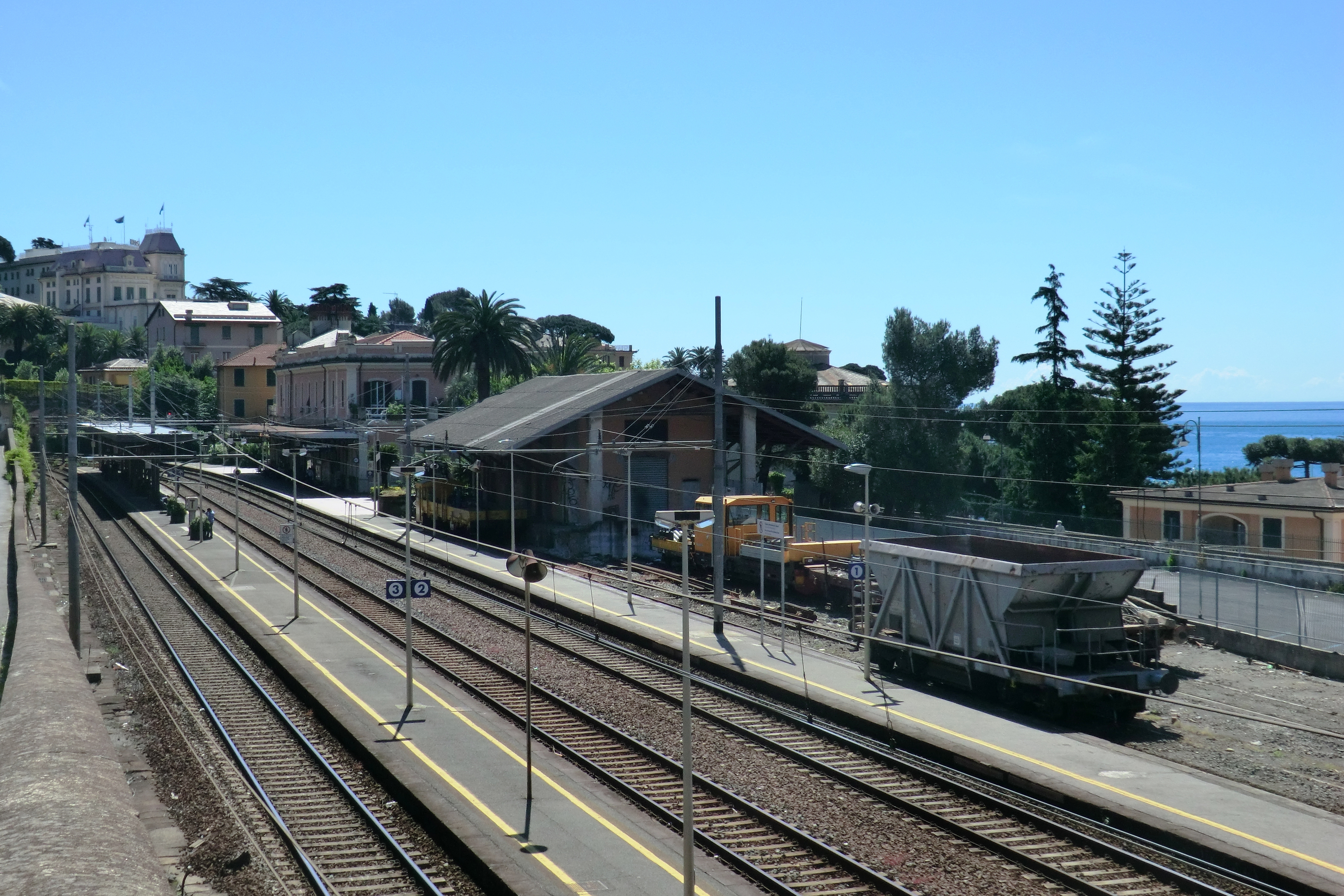
La stazione di Santa Margherita Ligure-Portofino

### Strade
Il centro di Santa Margherita Ligure è attraversato dalla strada provinciale 227 di Portofino, che costituisce il collegamento stradale litoraneo con Rapallo ad est e con Portofino ad ovest, dove termina la provinciale; la stessa provinciale attraversa la frazione di Paraggi.
La strada statale 1 Via Aurelia non serve direttamente il centro di Santa Margherita Ligure, ma la frazione di San Lorenzo della Costa; a sua volta, la frazione è collegata al centro urbano dalla strada provinciale 39 di Santa Margherita.

### Ferrovie
Santa Margherita Ligure dispone di una propria stazione ferroviaria sulla linea Genova-Pisa, a servizio pure per la confinante Portofino (da qui la doppia denominazione).
Fino al 1946 era attivo un secondo impianto denominato "San Lorenzo", che sorgeva nell'area adiacente all'attuale campo sportivo "Eugenio Broccardi" ed era a servizio dell'omonima frazione di San Lorenzo della Costa.

### Mobilità urbana
Dai comuni di Rapallo e Lavagna un servizio di trasporto pubblico locale gestito dall'AMT garantisce quotidiani collegamenti bus con Santa Margherita Ligure e per le altre località del territorio comunale.

### Linee marittime
Un servizio di trasporti marittimi permette di raggiungere con il battello Portofino, San Fruttuoso di Camogli e le Cinque Terre, oltre ai collegamenti giornalieri con Rapallo, Sestri Levante, Chiavari e Genova.

## Amministrazione

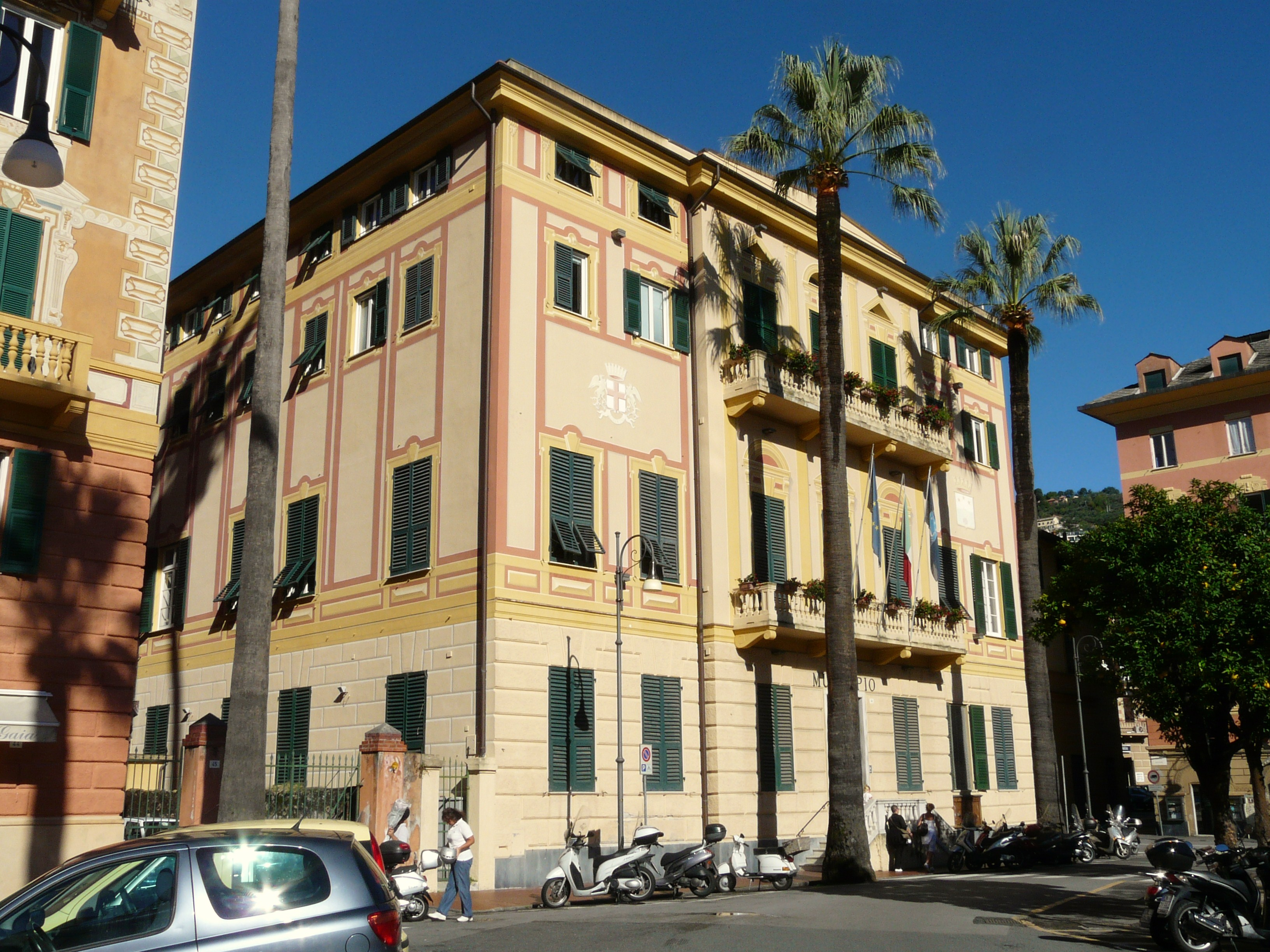
Il municipio

| Periodo           | Periodo          | Primo cittadino      | Partito                                              | Carica         | Note   |
| ----------------- | ---------------- | -------------------- | ---------------------------------------------------- | -------------- | ------ |
| 28 settembre 1985 | 14 luglio 1990   | Raffaele Bottino     | DC                                                   | Sindaco        |        |
| 20 luglio 1990    | 29 luglio 1992   | Dante Silvio Perugi  | DC                                                   | Sindaco        | [ 21 ] |
| 25 settembre 1992 | 24 aprile 1995   | Gianfranco Ferrini   | Per la città insieme (lista civica di centro)        | Sindaco        |        |
| 25 aprile 1995    | 14 giugno 1999   | Angelo Bottino       | Borgo di mare (lista civica di centro-sinistra)      | Sindaco        |        |
| 14 giugno 1999    | 14 giugno 2004   | Angelo Bottino       | Borgo di mare (lista civica di centro-sinistra)      | Sindaco        |        |
| 15 giugno 2004    | 19 novembre 2008 | Claudio Marsano      | Al centro la città (lista civica di centro)          | Sindaco        | [ 21 ] |
| 27 gennaio 2009   | 8 giugno 2009    | Carmine Battista     |                                                      | Comm. straord. | [ 22 ] |
| 9 giugno 2009     | 26 maggio 2014   | Roberto De Marchi    | Gente per Santa (lista civica)                       | Sindaco        |        |
| 26 maggio 2014    | 27 maggio 2019   | Paolo Donadoni       | Insieme per la città (lista civica di centro-destra) | Sindaco        |        |
| 27 maggio 2019    | 10 giugno 2024   | Paolo Donadoni       | Insieme per la città (lista civica di centro-destra) | Sindaco        |        |
| 10 giugno 2024    | in carica        | Guglielmo Caversazio | Uniti per Santa (lista civica di centro-sinistra)    | Sindaco        |        |

### Gemellaggi
Santa Margherita Ligure è gemellata con:
- Raseborg, dal 2020[23].

## Sport

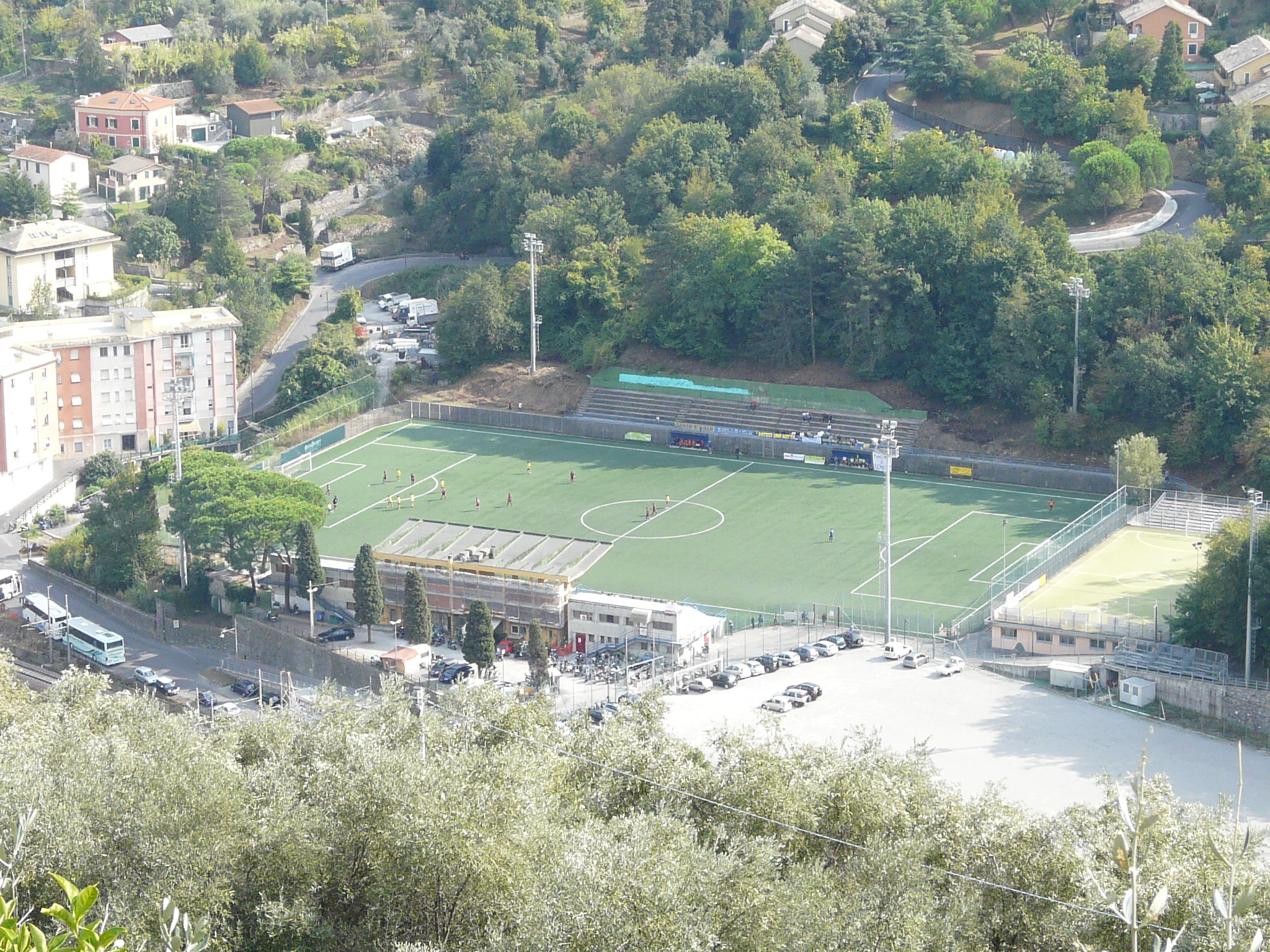
Il campo sportivo "Eugenio Broccardi" nel quartiere di San Siro.

### Ginnastica ritmica
- Tigullio Sport Team.

### Pallacanestro
- Tigullio Sport Team nel campionato di Serie C Dilettanti.

### Pallavolo
- Tigullio Sport Team nel campionato di serie C Regionale 2011-2012.

### Calcio
- A.C.D. Sammargheritese 1903, la cui prima fondazione risale al 1903 e che arrivò a disputare nel campionato 1946-1947 la Serie C; dopo la fusione con la Corte '82, attualmente partecipa al campionato di Promozione;
- San Lorenzo DC Sanvi Genova, militante nel campionato di Prima Categoria;
- A.S.D. Rapid Nozarego 2019, militante nel campionato di Terza Categoria.

### Canottaggio
- Società Canottieri Argus 1910[24] (sedile mobile);
- Società Remiera Gianni Figari (sedile fisso).

### Ciclismo
Santa Margherita Ligure stata negli anni città di arrivo delle seguenti tappe del Giro d'Italia:
| Anno | Tappa | Partenza            | km    | Vincitore di tappa | Maglia rosa       |
| ---- | ----- | ------------------- | ----- | ------------------ | ----------------- |
| 1922 | 8ª    | Firenze             | 292,4 | Luigi Annoni       | Giovanni Brunero  |
| 1938 | 3ª    | Sanremo             | 172   | Giovanni Gotti     | Cesare Del Cancia |
| 1964 | 17ª   | Livorno             | 210   | Franco Bitossi     | Jacques Anquetil  |
| 1977 | 11ª   | Salsomaggiore Terme | 198   | Claudio Bortolotto | Francesco Moser   |

È stata inoltre sede di partenza delle seguenti tappe del Giro d'Italia:
| Anno | Tappa | Arrivo                  | km  | Vincitore di tappa | Maglia rosa       |
| ---- | ----- | ----------------------- | --- | ------------------ | ----------------- |
| 1938 | 4ª-1ª | La Spezia               | 81  | Giovanni Valetti   | Cesare Del Cancia |
| 1964 | 18ª   | Alessandria             | 205 | Bruno Mealli       | Jacques Anquetil  |
| 1977 | 12ª   | San Giacomo di Roburent | 160 | Wilmo Francioni    | Francesco Moser   |

### Football americano
A Santa Margherita Ligure, presso il campo sportivo "Eugenio Broccardi", si è disputato il 4 luglio 1981 il primo e storico Superbowl italiano che si è concluso con la vittoria dei Rhinos Milano sui Frogs Legnano per 24 a 8.